# Flyleaf (album)
| Recensione          | Giudizio |
| ------------------- | -------- |
| AllMusic            |          |
| Jesus Freak Hideout |          |

Flyleaf è il primo album in studio del gruppo post-grunge statunitense Flyleaf, pubblicato negli Stati Uniti il 4 ottobre 2005 dalla Octone Records.
Il brano I'm So Sick è stato inserito nella colonna sonora del film Die Hard - Vivere o morire.

## Tracce
1. I'm So Sick – 3:00
2. Fully Alive – 2:50
3. Perfect – 2:53
4. Cassie – 3:05
5. Sorrow – 2:50
6. I'm Sorry – 2:47
7. All Around Me – 3:23
8. Red Sam – 3:20
9. There for You – 2:54
10. Breathe Today – 2:44
11. So I Thought – 4:50

## Formazione
- Lacey Mosley - voce
- Sameer Bhattacharya - chitarra
- Jared Hartmann - chitarra
- Pat Seals - basso
- James Culpepper - batteria